# Fizir F1V
Fizir F1 (srbsky: Физир Ф1, Fizir první) byl základním typem, ze kterého chorvatský inženýr Rudolf Fizir vyvinul řadu jednomotorových dvoumístných průzkumných a výcvikových dvouplošníků vybavených různými motory pro jugoslávské letectvo a námořnictvo. Výroba byla prováděna v jugoslávských leteckých továrnách Zmaj v Zemunu a Rogožarski v Bělehradě mezi lety 1928 a 1932.

## Vznik a vývoj
Ing. Rudolf Fizir navrh tento letoun po první světové válce, jako první vojenský letoun vyvinutý v Království Jugoslávie. Letoun byl vyvinut a postaven v jeho dílně v Petrovaradinu (Novi Sad) v roce 1925. Fizir stavěl prototypy svých letadel na zahradě rodinného domu v Petrovaradinu, na vlastní náklady a bez pochopení úřadů. Prototyp letounu byl zalétán v listopadu 1925 pilotem Vladimírem Striževským. Během roku 1926 byly provedeny úpravy identifikovaných závad. Konstruktér Dušan Stankov provedl kompletní statické a další výpočty, které byly nezbytné pro udělení homologace.
Dílna Rudolfa Fizira však neměla kapacitu pro průmyslovou výrobu letadel. Jejím úkolem bylo navrhovat a stavět prototypy. Postupem času se dílna rozrostla a stala se konstrukční kanceláří, ve které "vychoval" několik mladých leteckých inženýrů a konstruktérů. Díky prokázaným letovým vlastnostem v soutěžích a uspokojivým výsledkům zkoušek bylo rozhodnuto uvést Fizir F1V (Fizir první vojenský) do sériové výroby, ale jako mezistupňový cvičný letoun spíše než jako průzkumný letoun, což mělo za následek některé změny, jako je přidání dvojího ovládání. Prototyp pro sériovou výrobu byl vyroben v dílně leteckého pluku Novi Sad. Další vývoj základního designu Fiziru byl proveden Dušanem Stankovem, jehož výsledkem byla konstrukce dalších pěti prototypů a dodávka 32 výrobních strojů označených Fizir F1V (běžně označovaných jako „Fizir-Maybach 260 hp“) během následujících tří let. Tyto letouny byly postaveny v továrně Rogožarski.
Problémy s dodávkami licenčního, československého motoru Maybach vyústily v osazení dalšími motory. Byla vytvořena celá řada stejných letadel s různými motory, ze kterých jednotlivé varianty odvozovaly své názvy (Lorraine-Dietrich 12Eb, Hispano-Suiza 12G, Gnome-Rhône 9A / IAM 9AD, Walter Castor atd.). V továrně Zmaj byly vyrobeny v roce 1930 typy Fizir F1V-Wright (15 letounů) a 5 hydroplánů Fizir F1M-Jupiter (Fizir první mořský) známý rovněž pod označením Veliki Fizir (velký Fizir) s motorem Gnome-Rhône Jupiter pro královské námořní letectvo v roce 1930. V roce 1932 byly na tyto letouny Fizir F1V použity nové motory Lorraine-Ditrich 12Db s výkonem 400 HP, které prodloužily životnost těchto strojů pod novým názvem Fizir F1V-Loren 400 k.
Všechny letouny F1V, F1M a F1G vyráběly společnosti Fabrika aeroplana i hidroplana Zmaj AD v Zemunu a Prva srpska fabrika aeroplana Živojin Rogožarski z Bělehradu.

## Popis letounu
Byl to dvouplošník se zaoblenými konci křídel s párem vzpěr na každé straně a systémem napínacích drátů. Křídla byla dřevěné konstrukce pokryté plátnem. Na horních a dolních křídlech měl letoun klapky, které byly spojeny a ovládány pákou. Trup byl zcela dřevěné konstrukce. Přední část trupu, ve které byl umístěn motor, byla potažena hliníkovým plechem a zbytek trupu byl potažen impregnovaným plátnem. Motorové lože bylo vyrobeno ze svařovaných ocelových trubek. Kokpity pilota a žáka byly otevřené, se dvěma sedadly v tandemovém uspořádání. Před prvním kokpitem bylo instalován čelní štít z plexiskla. Podvozek byl pevný, přední kola na tuhé nápravě byla odpérována gumovým provazci. Listová pružinová ostruha byla namontována pod ocasem letounu.

## Použití
Během továrních zkoušek 8. října 1926 pilot Vladimir Striževski letěl z Nového Sadu do Skopje, Mostaru, Rajlovacu (Sarajevo) až do Záhřebu. Během 8 hodin a 40 minut se vrátil zpět do Nového Sadu. Uletěl celkem 1410 km. Po tomto výkonu bylo letadlo přihlášeno v roce 1927 na srpnovou soutěž Kolem Malé Dohody a Polska organizovanou Aeroklubem Království SHS. Trať soutěž vedla z Bělehradu přes Bratislavu, Prahu, Krakov, Varšavu, Lvov, Jasy a Bukurešť zpět do Bělehradu. Ze 14 přihlášených posádek do soutěže odstartovalo 13. Jugoslávská posádka Striževski-Kovanjko na letounu Fizir F1V s licenčním, v Československu vyráběným motorem Maybach Mb IVa 240 k/180 kW (Společnost pro letecký průmysl, Praha - Strašnice) v tomto závodě zvítězila, i když soutěžila s posádkami létajícími na dvakrát výkonnějších strojích.
O rok později, v srpnu 1928 byl Fizir F1V opět přihlášen do soutěže Kolem států Malé dohody a Polska, která startovala v Praze a přes Polsko, Rumunsko, Jugoslávii opět končila v Praze. Do soutěže bylo přihlášeno 23 posádek, startovalo 21. Ani jeden ze zúčastněných letounů Fizir F1V nebyl uveden mezi 11 letadly, která soutěž dokončila. Pilotem prototypu Fizir F1V-Hispano s motorem Hispano-Suiza 12G V-12 450 k byl kpt. Dragutin Rubčič, navigátorem kpt. Dragutin Gvozdanovič a pilotem druhého letounu Fizir F1V-Loren s motorem Lorraine-Ditrich 12Eb 450 k byl Bogomil Jaklič a navigátorem Franjo Rus.
Fizir F1V byl používán na leteckých školách k výcviku žáků při přechodu na průzkumné a bombardovací letouny, kde nahradil opotřebované letouny Hansa-Brandenburg C.I. V letech 1928–1929 bylo vyrobeno dvacet letadel. Letadla Fizir F1V používaná pilotními školami byla v roce 1936 stažena z provozu a nahrazena novými Zmaj Fizir FP-2. Některá z těchto letadel byla použita v dubnové válce (1941) jako průzkumná či výcviková letadla.
Poslední letadlo z rodiny těchto typů letadel Fizir F1M (Fizir první námořní) byl hydroplán, který vyráběla v Zemunu továrna "Zmaj" na žádost námořního velitelství jako průzkumný hydroplán na plovácích. Znám byl jako Zmaj Fizir-Jupiter nebo "Velký Fizir". Byly použity v námořním letectvu jako průzkumný hydroplán anebo pro tažení terčů pro výcvik protiletadlových lodí. Na jednom z těchto letadel byl v roce 1931 použit prstenec NACA, aby se zlepšilo chlazení motoru Jupiter a snížil se odpor vzduchu. I tato letadla létala během dubnové války a tři letouny byly zajaty letectvem Italského království, není však známo, zda byla později využita.

## Varianty
- Fizir F1 – prototyp se 6válcovým řadovým motorem Maybach Mb IVa o výkonu 180–190 kW/240–260 k (1 letoun, 1925)
- Fizir F1V-Maybach 260 – s motorem Maybach Mb IVa o výkonu 180–190 kW/240–260 k (32 strojů, 1928)
- Fizir F1V-Loren – prototyp s motorem Lorraine-Dietrich 12Eb W-12 o výkonu 340 kW/450 k a 15 letounů typu Fizir F1V-Maybach přestavěných na verzi s motorem Lorraine, 1933
- Fizir F1V-Hispano – prototyp s motorem Hispano-Suiza 12G V-12 o výkonu 340 kW/450 k (1 prototyp, 1928)
- Fizir F1V-Wright – s hvězdicovým motorem Wright Whirlwind J-5 o výkonu 160 kW/220 k (1 prototyp a 15 sériových letounů, 1930), později byly motory nahrazeny typem Lorraine-Dietrich 12Db o výkonu 400 k
- Fizir F1M-Jupiter – námořní, hydroplán (také označovaný jako Velký Fizir) s 9válcovým hvězdicovým motorem Gnome-Rhône 9A / IAM 9AD o výkonu 310 kW/420 k (5 letounů, 1930)
- Fizir F1G-Castor – s hvězdicovým, 7válcovým motorem Walter Castor o výkonu 180–190 kW/240–260 k (1 prototyp, 1931)
- Fizir F1G-Titan – s hvězdicovým, 7válcovým motorem Bristol Titan o výkonu 170 kW/230 (1 prototyp, 1931)

## Uživatelé
- Království Srbů, Chorvatů a Slovinců
  - Aeroklub Království Srbů, Chorvatů a Slovinců
  - Jugoslávské královské letectvo
  - Jugoslávské královské námořnictvo
- Nezávislý stát Chorvatsko
  - Letectvo nezávislého státu Chorvatsko (5 letounů Fizir F1M)

## Specifikace
Data podle

### Technické údaje
- Posádka: 2
- Rozpětí: 12,70 m
- Délka: 10,21 m
- Výška: 3,10 m
- Nosná plocha: 37,00 m2
- Plošné zatížení: 39,2 kg/m2
- Hmotnost prázdného letounu: 1 100 kg
- Vzletová hmotnost: 1 450 kg
- Pohonná jednotka: 1× pístový, vzduchem chlazený, šestiválcový řadový motor Maybach Mb-IVa
  - nominální, jmenovitý výkon: 47,8 kW / 65 k při 2600 ot/min
  - maximální (vzletový) výkon: 51,5 kW / 70 k při 2800 ot/min
- Vrtule: dvoulistá dřevěná

### Výkony
- Maximální rychlost: 176 km/h
- Cestovní rychlost: 145 km/h
- Přistávací rychlost: 68 km/h
- Dostup: 6 000 m
- Stoupavost: 3,46 m/s (208 m/min)
- Dolet: 800 km

### Výzbroj
- 2 kulomety ráže 7,7 mm (1 pevný u pilota + 1 na podvozku). Každý kulomet měl ve 3 zásobnících po 100 nábojích.